# اداره هواشناسی استرالیا
ادارهٔ هواشناسی استرالیا (به انگلیسی: Australian Bureau of Meteorology) یک سازمان اجرایی دولت استرالیا است که مسئول ارائهٔ خدمات آب‌وهوایی استرالیا و مناطق اطراف آن است که در سال ۱۹۰۶ بنیادگذاری‌شد.